# Toan mai thang
Toan mai thang (chữ Hán giản thể: 酸梅汤) hay thức uống mơ khô chua là một loại thức uống truyền thống của Trung Quốc được làm từ ô mai, đường phèn, và các thành phần khác như mộc tê. Do mơ chua được sử dụng trong quá trình sản xuất, toan mai thang hơi mặn ngoài vị ngọt và khá chua.
Toan mai thang được bán trên thị trường Trung Quốc và các khu vực khác trên thế giới với các cộng đồng người Hoa. Nó thường được ướp lạnh sử dụng vào mùa hè, để giải tỏa cái nóng, và là một trong những thức uống mùa hè phổ biến nhất ở Trung Quốc. Ngoài việc được coi là một thức uống để giải nhiệt, nó cũng được nhiều người tin rằng có lợi đối với sức khỏe, chẳng hạn như cải thiện tiêu hóa và ức chế sự tích tụ acid lactic trong cơ thể.

## Lịch sử
Toan mai thang đã tồn tại dưới một số hình thức trong hơn 1.000 năm, ít nhất là từ thời nhà Tống (960–1279); cũng có báo cáo về một biến thể được gọi là "bạch toan mai thang" (白酸梅汤) trong thời nhà Nguyên (1271–1368). Công thức được sử dụng ngày nay được cho là đã được phát triển theo yêu cầu của vua Càn Long thời nhà Thanh vào đầu thế kỷ 18, vào thời điểm đó, nó lần đầu tiên được biết đến trong các triều đình, sau đó phổ biến trong dân gian khi một công dân Hà Bắc tạo ra và sản xuất thương hiệu Tín viễn trai (信远斋). Đến những năm 1980, các công ty đã bắt đầu sử dụng các phương pháp và công nghệ để sản xuất hàng loạt toan mai thang.

## Thành phần
Toan mai thang thực hiện với cách đầu tiên là ngâm mơ chua trong nước, sau đó thêm sơn tra, rễ cam thảo, và mộc tê đun sôi cùng nhau. Hoa hồng có thể thêm vào. Sau khi hỗn hợp được đun sôi, đường phèn thêm vào phần còn lại, tiếp tục đun sôi, sau khi nước nguội, sẽ được làm lạnh.